# Gérard de Sède
Géraud Marie de Sède de Liéoux (Parigi, 5 giugno 1921 – Désertines, 30 maggio 2004) è stato uno scrittore francese, nonché ritenuto membro di organizzazioni segrete o di ispirazione surrealista.
Scrisse oltre 40 opere di storia alternativa ed è noto soprattutto per la sua opera su Rennes-le-Château del 1967, il libro L'Or de Rennes  ou La Vie insolite de Bérenger Saunière, curé de Rennes-le-Château ("L'Oro di  Rennes, o la Strana Vita di Bérenger Saunière, Parroco di Rennes-le-Château"), che fu ripubblicato in versione paperback con il titolo Le Tresor Maudit de Rennes-le-Château ("Il Tesoro Maledetto di Rennes-le-Château"), e ancora nel 1977 con il titolo Signé: Rose+Croix ("Firmato: Rosa+Croce").

## Vita
Nato a Parigi nel 1921.  I suoi scritti iniziali erano ispirati al surrealismo.  Nel 1941, entrò a far parte del gruppo surrealista noto come "La Main à Plume", così chiamato da una frase di Rimbaud, "La main à plume vaut la main à charrue" ("La mano che scrive è uguale alla mano che ara").
Il gruppo pubblicò una serie di opuscoli. Il terzo di questi, nel 1943, comprendeva uno scritto di Gérard de Sède, L'Incendie habitable ("L'incendio abitabile")
Gérard de Sède fu attivo durante la guerra, durante l'occupazione tedesca di Parigi, e lavorò con le Forces Françaises de l'Intérieur (FFI), per cui ricevette due encomi.
Dopo la guerra, svolse svariati lavori, tra cui venditore di giornali, scavatore di tunnel, e giornalista tra gli anni '50 e '60.

## L'Oro di Rennes
Nel 1956 divenne agricoltore, e fu durante questo periodo della sua vita che incontrò Roger Lhomoy, custode e giardiniere dei suoi campi. Lhomoy aveva in precedenza lavorato come guida turistica presso il Castello di Gisors in Normandia e dichiarava di avere scoperto un ingresso segreto ad un seminterrato lungo 30 metri, largo nove e alto circa quattro e mezzo, sotto il torrione interno del castello; all'interno di questo seminterrato Lhomoy sosteneva di aver visto 19 sarcofaghi di pietra, ciascuno lungo due metri e largo 60 centimetri, sebbene questo racconto non sia stato ritenuto attendibile. Ciononostante, questo episodio servì da ispirazione a Gérard de Sède per scrivere un articolo su Gisors, il che gli fece conoscere Pierre Plantard; subito dopo iniziò una collaborazione tra i due che ispirò a Gérard de Sède il suo libro del 1962, Les Templiers sont parmi nous, ou, L'Enigme de Gisors ("I Templari sono fra di noi, o l'Enigma di Gisors"), che aprì la strada per la teoria del leggendario Priorato di Sion. Al contempo lo scrittore e saggista Robert Charroux diede alle stampe nel 1962 L'ébouriffante histoire du curé aux milliards, seguito da Trésors du monde (1967), sullo stesso argomento. La futura pubblicazione nel 1967 de L'Oro di Rennes rappresentò l'acme e il crescendo del successo tra i due uomini, che però successivamente si separarono lo stesso anno in cui de Sède rifiutò di condividere con lui i diritti del libro.
L'Oro di Rennes era originariamente un manoscritto scritto da Pierre Plantard che non era riuscito a trovare un editore, e che era stato estensivamente riscritto da Gérard de Sède. L'Oro di Rennes fu scritto in stile storico, ma fu anche una promozione indiretta del mitico Priorato di Sion, sottolineando le mitiche affermazioni contenute in diversi documenti del Priorato di Sion che erano stati depositati alla Biblioteca nazionale di Francia diversi anni prima. Il libro riproduce anche diversi schemi di false 'reliquie' con fotografie ritoccate per abbellire la storia di un tesoro nascosto e del mistero di un parroco - ma il libro divenne famoso per la riproduzione di due pergamene che si dice fossero state ritrovate dal parroco in questione : ma per svariate ragioni le pergamene sono state ritenute falsificate da Philippe de Cherisey, amico e socio di Pierre Plantard.
Uno dei lettori di questo libro fu lo sceneggiatore inglese Henry Lincoln, che creò una serie di documentari per il secondo canale della BBC aventi a soggetto Rennes-le-Château, e utilizzò parte di questo materiale per il bestseller del 1982 Holy Blood, Holy Grail che a sua volta venne usato da Dan Brown come fonte per il romanzo bestseller del 2003 Il codice da Vinci.
Nei suoi ultimi anni di vita, Gérard de Sède considerò in modo critico l'argomento su Rennes-le-Château. In Rennes-le-Château: le dossier, les impostures, les phantasmes, les hypothèses (1988) egli minimizzò parte del materiale stravagante apparso negli scritti su questo tema nei precedenti venti anni, ma allo stesso tempo ne aggiunse del suo. Per esempio, egli riferendosi alla carcassa di un'auto tutta crivellata da proiettili, presente nel villaggio di Rennes-le-Château, disse che era un chiaro avvertimento per "far tacere chi sapeva troppo", mentre in realtà non era altro che un bersaglio usato per esercitarsi da parte di un contadino del posto.

## Priorato di Sion
In un documentario televisivo del 2005, Arnaud figlio di de Sede affermò che suo padre e Plantard avevano imbastito tutta la storia del Priorato di Sion; precisamente Arnaud de Sède in quel programma disse:"francamente, tutto un cumulo di scemenze".